# Еджинг
Еджинг, (англ. edging, від edge — «край») який іноді також називають ґунінґом або серфінгом, — сексуальна техніка, за допомогою якої  контролюється (тобто відкладається або запобігається) оргазм. Вона практикується самостійно або з партнером і передбачає підтримку високого рівня сексуального збудження протягом тривалого періоду без досягнення оргазму. Контроль над оргазмом включає або статевого партнера, який контролює оргазм іншого партнера, або людину, яка відкладає власний оргазм під час сексуальної активності з партнером або під час мастурбації. Будь-який метод сексуальної стимуляції можна використати для досягнення контрольованого оргазму. 
Коли досягається контрольований оргазм, фізичні відчуття яскравіші в порівнянні зі звичайним оргазмом. Контроль над оргазмом також називають «повільною мастурбацією» та «розширеним великим оргазмом». Коли він практикується чоловіками іноді можлива пряма сексуальна стимуляція без рефрактерного періоду після оргазму.
Еджинг не слід плутати з межевою грою, яка є набором сексуальних практик, відмінних від еджингу. Його також не слід плутати з передчасною еякуляцією, ретроградною еякуляцією або нездатністю до оргазму, які є захворюваннями.
Терміни «еджинг» та «ґунінґ» були прийняті поколінням Z та старшим поколінням Alpha як термінологія гниття мозку, набираючи популярності в соцмережі TikTok. У інтернет-сленгу слово «ґунер» часто використовується для позначення шукачів задоволень і порно-акторів, а також для надзвичайного збудження чи одержимості в несексуальному контексті.

## У сексі з партнером
Під час статевого акту або інших форм сексуальної стимуляції з партнером одна особа стимулює іншу (інших) і знижує рівень стимуляції при наближенні до оргазму. Еротичне сексуальне перешкодження виникає, коли партнер, який контролює оргазм іншого партнера, продовжує оргазм, щоб забезпечити підвищений рівень сексуальної напруги. Коли партнер зрештою забезпечує достатню стимуляцію для досягнення оргазму, він може бути сильнішим, ніж зазвичай, через підвищену напругу та збудження, які накопичуються під час тривалої стимуляції. Приклад використання контролю над оргазмом в партнерському сексі можна побачити в БДСМ; партнера, чий оргазм контролюють (іноді його називають сабмісивним партнером), можна зв’язати. (це іноді називають зв’язуванням і дражненням; якщо оргазму перешкоджають,то це тоді відомо як дражнення та перешкодження).

## У мастурбації
Коли практикується самостійно у мастурбації, контроль над оргазмом може посилити сексуальне задоволення. Щодо жінок, практикуюча може насолоджуватися прямою сексуальною стимуляцією протягом більш тривалого періоду часу, а також зі збільшеною частотою та інтенсивностю. Для чоловіків швидкість мастурбації можна змінювати, щоб балансувати на краю еякуляції. Завдяки контролю над оргазмом чоловік може відчути більш інтенсивний оргазм, а також більший об’єм сперми, виділений під час еякуляції. Одна техніка, яку зазвичай називають «еджинг», передбачає мастурбацію до моменту перед досягненням фази плато просто перед настанням оргазму, а потім раптове припинення перед досягненням кульмінації. Багаторазове повторення цієї техніки протягом одного сеансу мастурбації може призвести до сильнішого та інтенсивнішого оргазму.